# 혜린
서혜린(徐慧潾, 1993년 8월 23일 ~ )은 대한민국의 가수로 EXID 리드 보컬이다.

## 학력
- 일동중학교 (졸업)
- 광주동신여자고등학교 (졸업)
- 동덕여자대학교 방송연예과 (중퇴)

## 활동

### 데뷔 전
조이댄스플러그인뮤직에서 노래를 배우며 여러 오디션을 보았다. 2011년, 혜린은 《슈퍼스타K 3》에 참가했으나, 슈퍼위크에서 탈락하였다. 2012년 2월, EXID 데뷔 당시 멤버로도 물망에 올랐으나, 최종적으로 팀에서 빠지게 되었다. 같은 해 8월, EXID의 멤버였던 유지, 다미, 해령이 탈퇴하면서 베스티로 재결성되었고, 멤버 개편이 필요했던 EXID는 솔지와 혜린을 영입하면서 예당엔터테인먼트로 이적했다.

### 솔로 활동
2014년, 혜린은 멤버 하니와 함께 《언제나 칸타레》에 바이올린 단원으로 고정 출연하였다.

## 출연 작품

### 텔레비전 프로그램
| 연도   | 제목                         | 채널       | 비고                     |
| ------ | ---------------------------- | ---------- | ------------------------ |
| 2011년 | 《슈퍼스타K 3》              | Mnet       | 참가자                   |
| 2014년 | 《언제나 칸타레》            | tvN        | 고정 출연                |
| 2016년 | 《미스터리 음악쇼 복면가왕》 | MBC        | 참가자 (승리의 치어리더) |
| 2016년 | 《이달의 행사왕》            | JTBC       | 고정 출연                |
| 2017년 | 《은밀하게 위대하게》        | MBC        | 게스트                   |
| 2017년 | 《편의점을 털어라》          | tvN        | 고정 출연                |
| 2017년 | 《수요미식회》               | tvN        | 게스트                   |
| 2019년 | 《렌트채널 님은 부재중》     | SBS 플러스 | 타시로에리나와 출연      |

### 라디오 프로그램
| 연도   | 제목           | 채널       | 비고     |
| ------ | -------------- | ---------- | -------- |
| 2018년 | 《영스트리트》 | SBS 파워FM | 스페셜DJ |